# Theillay
Theillay é uma comuna francesa na região administrativa do Centro, no departamento Loir-et-Cher. Estende-se por uma área de 96,71 km². Em 2010 a comuna tinha 1 270 habitantes (densidade: 13,1 hab./km²).